# Socialist Party USA
Socialist Party USA (SPUSA) är ett demokratiskt socialistparti i USA med högkvarter i New York. Det bildades 1973 som en av arvtagarna till Socialist Party of America. Partiet säger sig i samma utsträckning vända sig mot både kapitalism och sovjetkommunism.
I presidentvalet i USA 2004 fick partiets kandidat Walt Brown totalt 10 837 röster i de åtta delstater hans namn fanns förtryckt på valsedeln i (officiell kandidat i ytterligare elva). Och i 2008 års presidentval fick Brian Moore  6 555 röster (med på valsedeln i åtta delstater, officiell kandidat i ytterligare femton). I oktober 2015 nominerades Mimi Soltysik till president och Angela Nicole Walker till vicepresident inför presidentvalet i USA 2016.
Från 2006 och under några år framåt var Vänsterpartiets partiledare Jonas Sjöstedt bosatt i New York och var då medlem i partiet.